# San Cristóbal (Vulkan, Nicaragua)
Der San Cristóbal ist ein aktiver, bis zu 1745 m hoher Schichtvulkan-Komplex im Westen Nicaraguas am Nordwestende der Cordillera Los Maribios, etwa 105 km nordwestlich der Hauptstadt Managua. Die Städte Chichigalpa und Chinandega liegen etwa 15 km südwestlich.
Der Vulkankomplex besteht aus 5 Einzelvulkanen, deren jüngster und höchster mit einem Kraterdurchmesser von 500 auf 600 m und ausgeprägter Kegelform selbst die Bezeichnung San Cristóbal (auch „El Viejo“ genannt) trägt. Er ist zugleich der höchste Vulkan Nicaraguas. Weitere Bestandteile des Komplexes sind die pleistozänen Vulkane El Chonco (4 km westlich des San Cristóbal) und Moyotepe (4 km nordöstlich des San Cristóbal, teilweise erodiert) sowie der direkt östlich anschließende Volcán Casita (1998 Ort eines schweren Erdrutsches und Lahars). Am Ostende des Komplexes liegt die plio-pleistozäne Caldera La Pelona.
Seit dem 16. Jahrhundert sind mehrere Ausbrüche des San Cristóbal bekannt. Dem Volcán Casita zugeschriebene Aktivitäten im 16. Jahrhundert sind nicht sicher belegt und können sich auch auf andere Vulkane der Cordillera Los Maribios beziehen.
Am 8. September 2012 kam es am San Cristóbal zu drei heftigen Eruptionen, in deren Folge etwa 3000 Menschen aus 5 Gemeinden im Umkreis des Vulkans evakuiert wurden.
Am 22. April 2016 erfolgten mehrere explosive Eruptionen mit bis zu 2 km hohen Aschewolken und nachfolgendem Ascheregen in den Gebieten 10 bis 15 km südlich und südöstlich.
Am 6. Juli 2023 erfolgte eine größere Eruption.